# Амаріліс Савон
Амаріліс Савон  (ісп. Amarilys Savón, 13 травня 1974) — кубинська дзюдоїстка, олімпійська медалістка.

## Виступи на Олімпіадах
| Олімпіада      | Дисципліна                  | Місце |
| -------------- | --------------------------- | ----- |
| Барселона 1992 | дзюдо, надлегка категорія   | 3T    |
| Атланта 1996   | дзюдо, надлегка категорія   | 3T    |
| Сідней 2000    | дзюдо, надлегка категорія   | 7T    |
| Афіни 2004     | дзюдо, напівлегка категорія | 3T    |